# جواو دي ليموس
جواو دي ليموس (بالبرتغالية: João de Lemos‏) هو صحفي وكاتب ودبلوماسي وكاتب مسرحي وشاعر برتغالي، ولد في 6 مايو 1819 في بيسو دا ريغوا في البرتغال، وتوفي في 16 يناير 1890 في Maiorca ‏ في البرتغال.